# Repêchage d'entrée dans la LNH 2004
2003 2005
Le repêchage d'entrée dans la Ligue nationale de hockey 2004 a eu lieu le 26 juin 2004 à Raleigh en Caroline du Nord aux États-Unis dans la salle du RBC Center.

## Sélection par tour[1],[2],[3]

### 1ertour
| Rang | Joueur               | Nationalité        | Équipe LNH                | Repêché de                             |
| ---- | -------------------- | ------------------ | ------------------------- | -------------------------------------- |
| 1    | Aleksandr Ovetchkine | Russie             | Capitals de Washington    | HK Dinamo Moscou (Superliga)           |
| 2    | Ievgueni Malkine     | Russie             | Penguins de Pittsburgh    | Metallourg Magnitogorsk (Superliga)    |
| 3    | Cam Barker           | Canada             | Blackhawks de Chicago     | Tigers de Medicine Hat (LHOu)          |
| 4    | Andrew Ladd          | Canada             | Hurricanes de la Caroline | Hitmen de Calgary (LHOu)               |
| 5    | Blake Wheeler        | États-Unis         | Coyotes de Phoenix        | École Breck (Minn.)                    |
| 6    | Al Montoya           | États-Unis         | Rangers de New York       | Wolverines du Michigan (CCHA)          |
| 7    | Rostislav Olesz      | République tchèque | Panthers de la Floride    | HC Vítkovice (Extraliga tch.)          |
| 8    | Alexandre Picard     | Canada             | Blue Jackets de Columbus  | Maineiacs de Lewiston (LHJMQ)          |
| 9    | Ladislav Šmíd        | République tchèque | Mighty Ducks d'Anaheim    | HC Bílí Tygři Liberec (Extraliga Tch.) |
| 10   | Boris Valábik        | Slovaquie          | Thrashers d'Atlanta       | Rangers de Kitchener (LHO)             |
| 11   | Lauri Tukonen        | Finlande           | Kings de Los Angeles      | Espoo Blues (SM-liiga)                 |
| 12   | A.J. Thelen          | États-Unis         | Wild du Minnesota         | Spartans de Michigan State (CCHA)      |
| 13   | Drew Stafford        | États-Unis         | Sabres de Buffalo         | Fighting Sioux de North Dakota (WCHA)  |
| 14   | Devan Dubnyk         | Canada             | Oilers d'Edmonton         | Blazers de Kamloops (LHOu)             |
| 15   | Aleksandr Radoulov   | Russie             | Predators de Nashville    | MVD Tver (Superliga)                   |
| 16   | Petteri Nokelainen   | Finlande           | Islanders de New York     | SaiPa (SM-liiga)                       |
| 17   | Marek Schwarz        | République tchèque | Blues de Saint-Louis      | HC Sparta Prague (Extraliga Tch.)      |
| 18   | Kyle Chipchura       | Canada             | Canadiens de Montréal     | Raiders de Prince Albert (LHOu)        |
| 19   | Lauri Korpikoski     | Finlande           | Rangers de New York       | TPS Turku Jrs. (Finlande jr.)          |
| 20   | Travis Zajac         | Canada             | Devils du New Jersey      | Silverbacks de Salmon Arm (LHCB)       |
| 21   | Wojtek Wolski        | Pologne            | Avalanche du Colorado     | Battalion de Brampton (LHO)            |
| 22   | Lukáš Kašpar         | République tchèque | Sharks de San José        | HC Chemopetrol Litvínov (Extraliga)    |
| 23   | Andrej Meszároš      | Slovaquie          | Sénateurs d'Ottawa        | Dukla Trenčín (Extraliga Slo.)         |
| 24   | Kris Chucko          | Canada             | Flames de Calgary         | Silverbacks de Salmon Arm (LHCB)       |
| 25   | Rob Schremp          | États-Unis         | Oilers d'Edmonton         | Knights de London (LHO)                |
| 26   | Cory Schneider       | États-Unis         | Canucks de Vancouver      | Phillips-Andover (Mass.)               |
| 27   | Jeff Schultz         | Canada             | Capitals de Washington    | Hitmen de Calgary (LHOu)               |
| 28   | Mark Fistric         | Canada             | Stars de Dallas           | Giants de Vancouver (LHOu)             |
| 29   | Mike Green           | Canada             | Capitals de Washington    | Blades de Saskatoon (LHOu)             |
| 30   | Andy Rogers          | Canada             | Lightning de Tampa Bay    | Hitmen de Calgary (LHOu)               |

### 2etour
| Rang | Joueur              | Nationalité        | Équipe LNH                | Repêché de                                          |
| ---- | ------------------- | ------------------ | ------------------------- | --------------------------------------------------- |
| 31   | Johannes Salmonsson | Suède              | Penguins de Pittsburgh    | Djurgårdens IF (Elitserien)                         |
| 32   | David Bolland       | Canada             | Blackhawks de Chicago     | Knights de London (LHO)                             |
| 33   | Christopher Bourque | Canada États-Unis  | Capitals de Washington    | Académie Cushing (Mass.)                            |
| 34   | Johan Fransson      | Suède              | Stars de Dallas           | Luleå HF (Elitserien)                               |
| 35   | Logan Stephenson    | Canada             | Coyotes de Phoenix        | Americans de Tri-City (LHOu)                        |
| 36   | Darin Olver         | Canada             | Rangers de New York       | Wildcats de Northern Michigan (NCAA)                |
| 37   | David Shantz        | Canada             | Panthers de la Floride    | IceDogs de Mississauga (LHO)                        |
| 38   | Justin Peters       | Canada             | Hurricanes de la Caroline | St. Michael's Majors de Toronto (LHO)               |
| 39   | Jordan Smith        | Canada             | Mighty Ducks d'Anaheim    | Greyhounds de Sault Ste. Marie (LHO)                |
| 40   | Grant Lewis         | États-Unis         | Thrashers d'Atlanta       | Big Green de Dartmouth (NCAA)                       |
| 41   | Bryan Bickell       | Canada             | Blackhawks de Chicago     | 67 d'Ottawa (LHO)                                   |
| 42   | Roman Volochenko    | Russie             | Wild du Minnesota         | Krylia junior                                       |
| 43   | Michael Funk        | Canada             | Sabres de Buffalo         | Winter Hawks de Portland (LHOu)                     |
| 44   | Roman Tesliouk      | Russie             | Oilers d'Edmonton         | Blazers de Kamloops (LHOu)                          |
| 45   | Ryan Garlock        | Canada             | Blackhawks de Chicago     | Spitfires de Windsor (LHO)                          |
| 46   | Adam Pineault       | États-Unis         | Blue Jackets de Columbus  | Eagles de Boston College (NCAA)                     |
| 47   | Blake Comeau        | Canada             | Islanders de New York     | Rockets de Kelowna (LHOu)                           |
| 48   | Dane Byers          | Canada             | Rangers de New York       | Raiders de Prince Albert (LHOu)                     |
| 49   | Carl Söderberg      | Suède              | Blues de Saint-Louis      | Malmö IF (Elitserien)                               |
| 50   | Enver Lissine       | Russie             | Coyotes de Phoenix        | Saratov (Russie)                                    |
| 51   | Bruce Graham        | Canada             | Rangers de New York       | Wildcats de Moncton (LHJMQ)                         |
| 52   | Raymond Sawada      | Canada             | Stars de Dallas           | Clippers de Nanaimo (LHCB)                          |
| 53   | David Booth         | États-Unis         | Panthers de la Floride    | Wolverines du Michigan (NCAA)                       |
| 54   | Jakub Šindel        | République tchèque | Blackhawks de Chicago     | HC Sparta Prague (Elitserien)                       |
| 55   | Victor Oreskovich   | Canada             | Avalanche du Colorado     | Gamblers Green Bay (USHL)                           |
| 56   | Nicklas Grossmann   | Suède              | Stars de Dallas           | Sodertälje Jr. (Elitserien)                         |
| 57   | Geoff Paukovich     | États-Unis         | Oilers d'Edmonton         | Équipe nationale des États-Unis des moins de 18 ans |
| 58   | Kirill Liamine      | Russie             | Sénateurs d'Ottawa        | HK CSKA Moscou (Superliga)                          |
| 59   | Kyle Wharton        | Canada             | Blue Jackets de Columbus  | 67 d'Ottawa (LHO)                                   |
| 60   | Brandon Dubinsky    | États-Unis         | Rangers de New York       | Winter Hawks de Portland (LHOu)                     |
| 61   | Alex Goligoski      | États-Unis         | Penguins de Pittsburgh    | Stampede de Sioux Falls (USHL)                      |
| 62   | Mikhaïl Iounkov     | Russie             | Capitals de Washington    | Krylia Sovetov (Vyschaïa Liga)                      |
| 63   | David Krejčí        | République tchèque | Bruins de Boston          | HC Kladno Jr. (Extraliga)                           |
| 64   | Mārtiņš Karsums     | Lettonie           | Bruins de Boston          | Wildcats de Moncton (LHJMQ)                         |
| 65   | Mark Tobin          | Canada             | Lightning de Tampa Bay    | Océanic de Rimouski (LHJMQ)                         |

### 3etour
| Rang | Joueur              | Nationalité        | Équipe LNH                | Repêché de                             |
| ---- | ------------------- | ------------------ | ------------------------- | -------------------------------------- |
| 66   | Sami Lepistö        | Finlande           | Capitals de Washington    | Jokerit Helsinki (SM-Liiga)            |
| 67   | Nick Johnson        | Canada             | Penguins de Pittsburgh    | Saints de St. Albert (LHJA)            |
| 68   | Adam Berti          | Canada             | Blackhawks de Chicago     | Generals d'Oshawa (LHO)                |
| 69   | Casey Borer         | États-Unis         | Hurricanes de la Caroline | Huskies de St. Cloud State (NCAA)      |
| 70   | Brandon Prust       | Canada             | Flames de Calgary         | Knights de London (LHO)                |
| 71   | Andrej Sekera       | Slovaquie          | Sabres de Buffalo         | Trencin Jr. (Extraliga Slo.)           |
| 72   | Denis Parchine      | Russie             | Avalanche du Colorado     | HK CSKA Moscou Jr. (Superliga)         |
| 73   | Zdeněk Bahenský     | République tchèque | Rangers de New York       | Litvinov Jrs. (Extraliga)              |
| 74   | Kyle Klubertanz     | États-Unis         | Mighty Ducks d'Anaheim    | Gamblers de Green Bay (USHL)           |
| 75   | Tim Brent           | Canada             | Mighty Ducks d'Anaheim    | St. Michael's Majors de Toronto (LHO)  |
| 76   | Scott Lehman        | Canada             | Thrashers d'Atlanta       | St. Michael's Majors de Toronto (LHO)  |
| 77   | Shawn Weller        | États-Unis         | Sénateurs d'Ottawa        | Selects de Capital District (EJHL)     |
| 78   | Peter Ölvecký       | Slovaquie          | Wild du Minnesota         | Trencin Jr. (Extraliga Slo.)           |
| 79   | Clayton Stoner      | Canada             | Wild du Minnesota         | Americans de Tri-City (LHOu)           |
| 80   | Billy Ryan          | États-Unis         | Rangers de New York       | Académie Cushing (Mass.)               |
| 81   | Vaclav Meidl        | République tchèque | Predators de Nashville    | Whalers de Plymouth (LHO)              |
| 82   | Sergueï Ogorodnikov | Russie             | Islanders de New York     | HK MVD Tver (Superliga)                |
| 83   | Viktor Aleksandrov  | Kazakhstan         | Blues de Saint-Louis      | Metallourg Novokouznetsk (Superliga)   |
| 84   | Alekseï Iemeline    | Russie             | Canadiens de Montréal     | CSK VVS Samara (Superliga)             |
| 85   | Brian Gifford       | États-Unis         | Penguins de Pittsburgh    | Moorhead H.S. (Minn.)                  |
| 86   | John Lammers        | Canada             | Stars de Dallas           | Hurricanes de Lethbridge (LHOu)        |
| 87   | Peter Regin         | Danemark           | Sénateurs d'Ottawa        | Herning Bluefox (Danemark)             |
| 88   | Clayton Barthel     | Allemagne Canada   | Capitals de Washington    | Thunderbirds de Seattle (LHOu)         |
| 89   | Jeff Glass          | Canada             | Sénateurs d'Ottawa        | Ice de Kootenay (LHOu)                 |
| 90   | Justin Pogge        | Canada             | Maple Leafs de Toronto    | Cougars de Prince George (LHOu)        |
| 91   | Alexander Edler     | Suède              | Canucks de Vancouver      | Jamtland (Elitserien)                  |
| 92   | Rob Bellamy         | États-Unis         | Flyers de Philadelphie    | Coyotes Jr. de New England (EJHL)      |
| 93   | Dan LaCosta         | Canada             | Blue Jackets de Columbus  | Owen Sound Attack (LHO)                |
| 94   | Thomas Greiss       | Allemagne          | Sharks de San José        | Cologne Sharks (DEL)                   |
| 95   | Paul Baier          | États-Unis         | Kings de Los Angeles      | Académie Deerfield (Mass.)             |
| 96   | Andreï Plekhanov    | Russie             | Blue Jackets de Columbus  | Neftekhimik Nijnekamsk Jr. (Superliga) |
| 97   | Johan Franzén       | Suède              | Red Wings de Détroit      | Linkopings HC (Elitserien)             |
| 98   | Dustin Boyd         | Canada             | Flames de Calgary         | Warriors de Moose Jaw (LHOu)           |

### 4etour
| Rang | Joueur              | Nationalité                 | Équipe LNH                | Repêché de                                          |
| ---- | ------------------- | --------------------------- | ------------------------- | --------------------------------------------------- |
| 99   | Tyler Kennedy       | Canada                      | Penguins de Pittsburgh    | Greyhounds de Sault Ste. Marie (LHO)                |
| 100  | James Wyman         | États-Unis                  | Canadiens de Montréal     | École Blake (Minn.)                                 |
| 101  | R.J. Anderson       | États-Unis                  | Flyers de Philadelphie    | Centennial H.S. (Minn.)                             |
| 102  | Mike Lundin         | États-Unis                  | Lightning de Tampa Bay    | Black Bears du Maine (NCAA)                         |
| 103  | Roman Tománek       | Slovaquie                   | Coyotes de Phoenix        | Povazka Bystrica (Extraliga Slo.)                   |
| 104  | Fredrik Naslund     | Suède                       | Stars de Dallas           | Vasteras IK (Elitserien)                            |
| 105  | Evan Schafer        | Canada                      | Panthers de la Floride    | Raiders de Prince Albert (LHOu)                     |
| 106  | Chad Painchaud      | Canada                      | Thrashers d'Atlanta       | Mississauga Ice Dogs (LHO)                          |
| 107  | Nick Fugère         | Canada                      | Predators de Nashville    | Olympiques de Gatineau (LHJMQ)                      |
| 108  | Ashton Rome         | Canada                      | Bruins de Boston          | Warriors de Moose Jaw (LHOu)                        |
| 109  | Brett Carson        | Canada                      | Hurricanes de la Caroline | Hitmen de Calgary (LHOu)                            |
| 110  | Nedeljko Lukačević  | Serbie-et-Monténégro Canada | Kings de Los Angeles      | Chiefs de Spokane (LHOu)                            |
| 111  | Ryan Jones          | Canada                      | Wild du Minnesota         | Maroons de Chatham (AHO-B)                          |
| 112  | Liam Reddox         | Canada                      | Oilers d'Edmonton         | Petes de Peterborough (LHO)                         |
| 113  | Roman Kukumberg     | Slovaquie                   | Maple Leafs de Toronto    | HC Dukla Trenčín (Extraliga Slo.)                   |
| 114  | Patrick Bordeleau   | Canada                      | Wild du Minnesota         | Foreurs de Val-d'Or (LHJMQ)                         |
| 115  | Wes O'Neill         | Canada                      | Islanders de New York     | Fighting Irish de Notre Dame (NCAA)                 |
| 116  | Michal Birner       | République tchèque          | Blues de Saint-Louis      | Slavia Praha Jr. (Extraliga)                        |
| 117  | Julien Sprunger     | Suisse                      | Wild du Minnesota         | HC Fribourg-Gottéron (LNA)                          |
| 118  | Aki Seitsonen       | Finlande                    | Flames de Calgary         | Raiders de Prince Albert (LHOu)                     |
| 119  | Kevin Porter        | États-Unis                  | Coyotes de Phoenix        | Équipe nationale des États-Unis des moins de 18 ans |
| 120  | Mitch Maunu         | Canada                      | Blackhawks de Chicago     | Spitfires de Windsor (LHO)                          |
| 121  | Kris Hogg           | Canada                      | Flames de Calgary         | Blazers de Kamloops (LHOu)                          |
| 122  | Aleksandr Nikouline | Russie                      | Sénateurs d'Ottawa        | CSKA Moscou Jr. (Superliga)                         |
| 123  | Karel Hromas        | République tchèque          | Blackhawks de Chicago     | HC Sparta Prague (Extraliga)                        |
| 124  | David Laliberté     | Canada                      | Flyers de Philadelphie    | Rocket de l'Île-du-Prince-Édouard (LHJMQ)           |
| 125  | Andrew Sarauer      | Canada                      | Canucks de Vancouver      | Hornets de Langley (LHCB)                           |
| 126  | Torrey Mitchell     | Canada                      | Sharks de San José        | École Hotchkiss (Conn.)                             |
| 127  | Ryan Callahan       | États-Unis                  | Rangers de New York       | Storm de Guelph (LHO)                               |
| 128  | Evan McGrath        | Canada                      | Red Wings de Détroit      | Rangers de Kitchener (LHO)                          |
| 129  | Jason Churchill     | Canada                      | Sharks de San José        | Mooseheads d'Halifax (LHJMQ)                        |

### 5etour
| Rang | Joueur                  | Nationalité        | Équipe LNH                | Repêché de                             |
| ---- | ----------------------- | ------------------ | ------------------------- | -------------------------------------- |
| 130  | Michal Sersen           | Slovaquie          | Penguins de Pittsburgh    | Océanic de Rimouski (LHJMQ)            |
| 131  | Trevor Kell             | Canada             | Blackhawks de Chicago     | Knights de London (LHO)                |
| 132  | Oscar Hedman            | Suède              | Capitals de Washington    | MODO hockey (Elitserien)               |
| 133  | Petr Pohl               | République tchèque | Blue Jackets de Columbus  | Olympiques de Gatineau (LHJMQ)         |
| 134  | Kristopher Versteeg     | Canada             | Bruins de Boston          | Hurricanes de Lethbridge (LHOu)        |
| 135  | Roman Psurny            | République tchèque | Rangers de New York       | Zlin Jr. (Extraliga)                   |
| 136  | Nikita Nikitine         | Russie             | Blues de Saint-Louis      | Avangard Omsk (Superliga)              |
| 137  | Magnus Akerlund         | Suède              | Hurricanes de la Caroline | HV 71 Jr. (Elitserien)                 |
| 138  | Pasi Salonen            | Finlande           | Capitals de Washington    | IFK Jr. (SM-Liiga)                     |
| 139  | Kyle Moir               | Canada             | Predators de Nashville    | Broncos de Swift Current (LHOu)        |
| 140  | Jake Dowell             | États-Unis         | Blackhawks de Chicago     | Badgers du Wisconsin (NCAA)            |
| 141  | Jim McKenzie            | États-Unis         | Sénateurs d'Ottawa        | Stampede de Sioux Falls (USHL)         |
| 142  | Juraj Gráčik            | Slovaquie          | Thrashers d'Atlanta       | Topolcany (Extraliga Slo.)             |
| 143  | Eric Neilson            | Canada             | Kings de Los Angeles      | Océanic de Rimouski (LHJMQ)            |
| 144  | Chris Zarb              | États-Unis         | Flyers de Philadelphie    | Storm de Tri-City (USHL)               |
| 145  | Michal Valent           | Slovaquie          | Sabres de Buffalo         | Martin Jr. (Extraliga Slo.)            |
| 146  | Bryan Young             | Canada             | Oilers d'Edmonton         | Petes de Peterborough (LHO)            |
| 147  | Janne Niskala           | Finlande           | Predators de Nashville    | Lukko Rauma (SM-Liiga)                 |
| 148  | Steven Regier           | Canada             | Islanders de New York     | Tigers de Medicine Hat (LHOu)          |
| 149  | Gino Pisellini          | États-Unis         | Flyers de Philadelphie    | Whalers de Plymouth (LHO)              |
| 150  | Mikhail Hrabowski       | Biélorussie        | Canadiens de Montréal     | Neftekhimik Nijnekamsk (Superliga)     |
| 151  | Siarheï Kolassaw        | Biélorussie        | Red Wings de Détroit      | Minsk (Biélorussie)                    |
| 152  | Bret Nasby              | Canada             | Panthers de la Floride    | Generals d'Oshawa (LHO)                |
| 153  | Steven Zalewski         | États-Unis         | Sharks de San José        | Northwood Prep (N.Y.)                  |
| 154  | Richard Demén-Willaume  | Suède              | Avalanche du Colorado     | Frolunda Jr. (Elitserien)              |
| 155  | Aleksandr Mikhaïlichine | Russie             | Devils du New Jersey      | Spartak Jr. (Superliga)                |
| 156  | Roman Wick              | Suisse             | Sénateurs d'Ottawa        | Kloten Flyers (LNA)                    |
| 157  | Dmitri Vorobiov         | Russie             | Maple Leafs de Toronto    | Lada Togliatti (Superliga)             |
| 158  | Brandon Elliott         | Canada             | Lightning de Tampa Bay    | IceDogs de Mississauga (LHO)           |
| 159  | Mike Brown              | États-Unis         | Canucks de Vancouver      | Wolverines du Michigan (NCAA)          |
| 160  | Ben Walter              | Canada             | Bruins de Boston          | River Hawks d'UMass-Lowell (NCAA)      |
| 161  | Jean-Claude Sawyer      | Canada             | Wild du Minnesota         | Screaming Eagles du Cap-Breton (LHJMQ) |
| 162  | Tyler Haskins           | États-Unis         | Red Wings de Détroit      | St. Michael's Majors de Toronto (LHO)  |
| 163  | Dusty Collins           | États-Unis         | Lightning de Tampa Bay    | Wildcats de Northern Michigan (NCAA)   |

### 6etour
| Rang | Joueur              | Nationalité        | Équipe LNH               | Repêché de                                          |
| ---- | ------------------- | ------------------ | ------------------------ | --------------------------------------------------- |
| 164  | Moises Gutierrez    | États-Unis         | Penguins de Pittsburgh   | Blazers de Kamloops (LHOu)                          |
| 165  | Scott McCulloch     | Canada             | Blackhawks de Chicago    | Storm de Grande Prairie (LHJA)                      |
| 166  | Peter Guggisberg    | Suisse             | Capitals de Washington   | HC Davos (LNA)                                      |
| 167  | Robert Page         | États-Unis         | Blue Jackets de Columbus | École Blake (Minn.)                                 |
| 168  | Kevin Cormier       | Canada             | Coyotes de Phoenix       | Beavers de Moncton (MJAHL)                          |
| 169  | Jordan Foote        | Canada             | Rangers de New York      | Clippers de Nanaimo (LHCB)                          |
| 170  | Ladislav Ščurko     | Slovaquie          | Flyers de Philadelphie   | HK Spišská Nová Ves (Extraliga Slo.)                |
| 171  | Frédérik Cabana     | Canada             | Flyers de Philadelphie   | Mooseheads d'Halifax (LHJMQ)                        |
| 172  | Matt Auffrey        | États-Unis         | Mighty Ducks d'Anaheim   | Équipe nationale des États-Unis des moins de 18 ans |
| 173  | Adam Pardy          | Canada             | Flames de Calgary        | Screaming Eagles du Cap-Breton (LHJMQ)              |
| 174  | Scott Parse         | États-Unis         | Kings de Los Angeles     | Mavericks de Nebraska-Omaha (NCAA)                  |
| 175  | Aaron Boogaard      | Canada             | Wild du Minnesota        | Americans de Tri-City (LHOu)                        |
| 176  | Patrick Kaleta      | États-Unis         | Sabres de Buffalo        | Petes de Peterborough (LHO)                         |
| 177  | Max Gordichuk       | Canada             | Oilers d'Edmonton        | Blazers de Kamloops (LHOu)                          |
| 178  | Mike Santorelli     | Canada             | Predators de Nashville   | Vipers de Vernon (LHCB)                             |
| 179  | Jaroslav Mrazek     | République tchèque | Islanders de New York    | HC Sparta Prague (Extraliga)                        |
| 180  | Roman Polák         | République tchèque | Blues de Saint-Louis     | Vitkovice Jr. (Extraliga)                           |
| 181  | Loic Lacasse        | Canada             | Canadiens de Montréal    | Drakkar de Baie-Comeau (LHJMQ)                      |
| 182  | Fred Wikner         | Suède              | Flames de Calgary        | Frölunda HC Jr. (Elitserien)                        |
| 183  | Trevor Ludwig       | États-Unis         | Stars de Dallas          | Tornado du Texas (NAHL)                             |
| 184  | Derek Peltier       | États-Unis         | Avalanche du Colorado    | RoughRiders de Cedar Rapids (USHL)                  |
| 185  | Josh Disher         | Canada             | Devils du New Jersey     | Otters d'Érié (LHO)                                 |
| 186  | Dan Turple          | Canada             | Thrashers d'Atlanta      | Generals d'Oshawa (LHO)                             |
| 187  | Robbie Earl         | États-Unis         | Maple Leafs de Toronto   | Badgers du Wisconsin (NCAA)                         |
| 188  | Jan Zapletal        | République tchèque | Lightning de Tampa Bay   | HC Vsetín Jr. (Extraliga)                           |
| 189  | Julien Ellis-Plante | Canada             | Canucks de Vancouver     | Cataractes de Shawinigan (LHJMQ)                    |
| 190  | Lennart Petrell     | Finlande           | Blue Jackets de Columbus | IFK Jr. (SM-liiga)                                  |
| 191  | Karri Rämö          | Finlande           | Lightning de Tampa Bay   | Pelicans Lahti Jr. (SM-liiga)                       |
| 192  | Anton Axelsson      | Suède              | Red Wings de Détroit     | Frölunda HC Jr. (Elitserien)                        |
| 193  | Kevin Schaeffer     | États-Unis         | Predators de Nashville   | Terriers de Boston (NCAA)                           |

### 7etour
| Rang | Joueur                        | Nationalité        | Équipe LNH                | Repêché de                                          |
| ---- | ----------------------------- | ------------------ | ------------------------- | --------------------------------------------------- |
| 194  | Chris Peluso                  | États-Unis         | Penguins de Pittsburgh    | Brainerd H.S. (Minn.)                               |
| 195  | Jean-Michel Rizk              | Canada             | Wild du Minnesota         | Spirit de Saginaw (LHO)                             |
| 196  | Petri Kontiola                | Finlande           | Blackhawks de Chicago     | Tappara Tampere (SM-liiga)                          |
| 197  | Andrew Gordon                 | Canada             | Capitals de Washington    | Hounds de Notre Dame (LHJS)                         |
| 198  | Justin Vienneau               | Canada             | Blue Jackets de Columbus  | Cataractes de Shawinigan (LHJMQ)                    |
| 199  | Chad Kolarik                  | États-Unis         | Coyotes de Phoenix        | Équipe nationale des États-Unis des moins de 18 ans |
| 200  | Matt Schneider                | Canada             | Flames de Calgary         | Americans de Tri-City (LHOu)                        |
| 201  | Mike Vernace                  | Canada             | Sharks de San José        | Bramlea (OPJHL)                                     |
| 202  | Ryan Pottruff                 | Canada             | Hurricanes de la Caroline | Knights de London (LHO)                             |
| 203  | Gabriel Bouthillette          | Canada             | Mighty Ducks d'Anaheim    | Olympiques de Gatineau (LHJMQ)                      |
| 204  | Miikka Tuomainen              | Finlande           | Thrashers d'Atlanta       | Tuto (SM-liiga)                                     |
| 205  | Mike Curry                    | États-Unis         | Kings de Los Angeles      | Musketeers de Sioux-City (USHL)                     |
| 206  | Anton Khoudobine              | Russie             | Wild du Minnesota         | Magnitogorsk Jr. (Superliga)                        |
| 207  | Mark Mancari                  | Canada             | Sabres de Buffalo         | 67 d'Ottawa (LHO)                                   |
| 208  | Stéphane Goulet               | Canada             | Oilers d'Edmonton         | Remparts de Québec (LHJMQ)                          |
| 209  | Stanislav Balan               | République tchèque | Predators de Nashville    | Zlin Jr. (Extraliga)                                |
| 210  | Emil Axelsson                 | Suède              | Islanders de New York     | Orebro (Elitserien)                                 |
| 211  | David Fredriksson             | Suède              | Blues de Saint-Louis      | HV 71 Jrs. (Elitserien)                             |
| 212  | Jon Gleed                     | Canada             | Canadiens de Montréal     | Big Red de Cornell (NCAA)                           |
| 213  | Jimmy Spratt                  | États-Unis         | Flames de Calgary         | Musketeers de Sioux-City (USHL)                     |
| 214  | Troy Brouwer                  | Canada             | Blackhawks de Chicago     | Warriors de Moose Jaw (LHOu)                        |
| 215  | Ian Keserich                  | États-Unis         | Avalanche du Colorado     | Barons de Cleveland (NAHL)                          |
| 216  | Pierre-Luc Létourneau-Leblond | Canada             | Devils du New Jersey      | Drakkar de Baie-Comeau (LHJMQ)                      |
| 217  | Tyler Eckford                 | Canada             | Devils du New Jersey      | Eagles de South Surrey (LHCB)                       |
| 218  | Siarheï Koukouchkine          | Biélorussie        | Stars de Dallas           | Minsk (Biélorussie)                                 |
| 219  | Joe Cooper                    | Canada             | Sénateurs d'Ottawa        | Redhawks de Miami (NCAA)                            |
| 220  | Maksim Semionov               | Kazakhstan         | Maple Leafs de Toronto    | Lada Togliatti (Superliga)                          |
| 221  | Danny Taylor                  | Angleterre         | Kings de Los Angeles      | Storm de Guelph (LHO)                               |
| 222  | Jordan Morrison               | Canada             | Penguins de Pittsburgh    | Petes de Peterborough (LHO)                         |
| 223  | Jared Walker                  | Canada             | Blackhawks de Chicago     | Rebels de Red Deer (LHOu)                           |
| 224  | Matt Hunwick                  | États-Unis         | Bruins de Boston          | Wolverines du Michigan (NCAA)                       |
| 225  | Dave MacDonald                | Canada             | Sharks de San José        | Coyotes Jr. de New England (EJHL)                   |
| 226  | Steve Covington               | Canada             | Red Wings de Détroit      | Hitmen de Calgary (LHOu)                            |
| 227  | Chris Campoli                 | Canada             | Islanders de New York     | Otters d'Érié (LHO)                                 |

### 8etour
| Rang | Joueur             | Nationalité        | Équipe LNH                | Repêché de                             |
| ---- | ------------------ | ------------------ | ------------------------- | -------------------------------------- |
| 228  | David Brown        | Canada             | Penguins de Pittsburgh    | Fighting Irish de Notre Dame (NCAA)    |
| 229  | Eric Hunter        | Canada             | Blackhawks de Chicago     | Cougars de Prince George (LHOu)        |
| 230  | Justin Mrazek      | Canada             | Capitals de Washington    | Bruins d'Estevan (LHJS)                |
| 231  | Brian McGuirk      | États-Unis         | Blue Jackets de Columbus  | Académie Governor Dummer (Mass.)       |
| 232  | Martin Houle       | Canada             | Flyers de Philadelphie    | Screaming Eagles du Cap-Breton (LHJMQ) |
| 233  | Matt Greer         | États-Unis         | Blue Jackets de Columbus  | White Bear Lake H.S. (Minn.)           |
| 234  | Derek MacIntyre    | États-Unis         | Sharks de San José        | Indians de Soo (NAHL)                  |
| 235  | Jonas Fiedler      | République tchèque | Hurricanes de la Caroline | Whalers de Plymouth (LHO)              |
| 236  | Matt Christie      | Canada             | Mighty Ducks d'Anaheim    | Redhawks de Miami (NCAA)               |
| 237  | Mitch Carefoot     | Canada             | Thrashers d'Atlanta       | Big Red de Cornell (NCAA)              |
| 238  | Yutaka Fukufuji    | Japon              | Kings de Los Angeles      | Équipe nationale du Japon              |
| 239  | Brandon Yip        | Canada             | Avalanche du Colorado     | Express de Coquitlam (LHCB)            |
| 240  | Aaron Gagnon       | Canada             | Coyotes de Phoenix        | Thunderbirds de Seattle (LHOu)         |
| 241  | Mike Card          | Canada             | Sabres de Buffalo         | Rockets de Kelowna (LHOu)              |
| 242  | Tyler Spurgeon     | Canada             | Oilers d'Edmonton         | Rockets de Kelowna (LHOu)              |
| 243  | Denis Kouliach     | Russie             | Predators de Nashville    | CSKA Moscou (Superliga)                |
| 244  | Jason Pitton       | Canada             | Islanders de New York     | Greyhounds de Sault Ste. Marie (LHO)   |
| 245  | Justin Keller      | Canada             | Lightning de Tampa Bay    | Rockets de Kelowna (LHOu)              |
| 246  | Gregory Stewart    | Canada             | Canadiens de Montréal     | Petes de Peterborough (LHOu)           |
| 247  | Jonathan Paiement  | Canada             | Rangers de New York       | Maineiacs de Lewiston (LHJMQ)          |
| 248  | Lukas Vomela       | République tchèque | Stars de Dallas           | HC Ceske Budejovice (Extraliga)        |
| 249  | J.D. Corbin        | États-Unis         | Avalanche du Colorado     | Pioneers de Denver (NCAA)              |
| 250  | Nathan Perkovich   | États-Unis         | Devils du New Jersey      | RoughRiders de Cedar Rapids (USHL)     |
| 251  | Matt McIlvane      | États-Unis         | Sénateurs d'Ottawa        | Steel de Chicago (USHL)                |
| 252  | Jan Steber         | République tchèque | Maple Leafs de Toronto    | Mooseheads d'Halifax (LHJMQ)           |
| 253  | Travis Gawryletz   | Canada             | Flyers de Philadelphie    | Smoke Eaters de Trail (LHCB)           |
| 254  | David Schulz       | Canada             | Canucks de Vancouver      | Broncos de Swift Current (LHOu)        |
| 255  | Anton Hedman       | Suède              | Bruins de Boston          | Stocksunds (Elitserien)                |
| 256  | Matthew Ford       | États-Unis         | Blackhawks de Chicago     | Stampede de Sioux Falls (USHL)         |
| 257  | Guennadi Stoliarov | Russie             | Red Wings de Détroit      | Tver (Superliga)                       |
| 258  | Pekka Rinne        | Finlande           | Predators de Nashville    | Karpat (SM-Liiga)                      |

### 9etour
| Rang | Joueur                  | Nationalité        | Équipe LNH                | Repêché de                          |
| ---- | ----------------------- | ------------------ | ------------------------- | ----------------------------------- |
| 259  | Brian Ihnacak           | Canada             | Penguins de Pittsburgh    | Bears de Brown (NCAA)               |
| 260  | Marko Anttila           | Finlande           | Blackhawks de Chicago     | Lempaala (SM-Liiga)                 |
| 261  | Will Engasser           | États-Unis         | Coyotes de Phoenix        | École Blake (Minn.)                 |
| 262  | Mark Streit             | Suisse             | Canadiens de Montréal     | ZSC Lions (LNA)                     |
| 263  | Travis Morin            | États-Unis         | Capitals de Washington    | Mavericks de Mankato (NCAA)         |
| 264  | Valtteri Tenkanen       | Finlande           | Kings de Los Angeles      | JyP Jyvaskyla (SM-Liiga)            |
| 265  | Daniel Winnik           | Canada             | Coyotes de Phoenix        | Wildcats du New Hampshire (NCAA)    |
| 266  | Jakub Petružálek        | République tchèque | Rangers de New York       | HC Litvínov (Extraliga)             |
| 267  | Spencer Dillon          | États-Unis         | Panthers de la Floride    | Silverbacks de Salmon Arm (LHCB)    |
| 268  | Martin Vagner           | Canada             | Hurricanes de la Caroline | Olympiques de Gatineau (LHJMQ)      |
| 269  | Janne Pesonen           | Finlande           | Mighty Ducks d'Anaheim    | Karpat (SM-Liiga)                   |
| 270  | Matt Siddall            | Canada             | Thrashers d'Atlanta       | Kings de Powell River (LHCB)        |
| 271  | Grant Clitsome          | Canada             | Blue Jackets de Columbus  | Raiders de Nepean (CJAHL)           |
| 272  | Kyle Wilson             | Canada             | Wild du Minnesota         | Raiders de Colgate (NCAA)           |
| 273  | Dylan Hunter            | Canada             | Sabres de Buffalo         | Knights de London (LHO)             |
| 274  | Bjorn Bjurling          | Suède              | Oilers d'Edmonton         | Djurgardens IF (Elitserien)         |
| 275  | Craig Switzer           | Canada             | Predators de Nashville    | Silverbacks de Salmon Arm (LHCB)    |
| 276  | Sylvain Michaud         | Canada             | Islanders de New York     | Voltigeurs de Drummondville (LHJMQ) |
| 277  | Jonathan Boutin         | Canada             | Blues de Saint-Louis      | Cataractes de Shawinigan (LHJMQ)    |
| 278  | Alexandre Dulac-Lemelin | Canada             | Canadiens de Montréal     | Drakkar de Baie-Comeau (LHJMQ)      |
| 279  | Adam Cracknell          | Canada             | Flames de Calgary         | Ice de Kootenay (LHOu)              |
| 280  | Matt McKnight           | Canada             | Stars de Dallas           | Kodiaks de Camrose (LHJA)           |
| 281  | Stephen McClellan       | États-Unis         | Avalanche du Colorado     | Catholic Memorial H.S. (Mass.)      |
| 282  | Valeri Klimov           | Russie             | Devils du New Jersey      | Spartak Jr. (Superliga)             |
| 283  | Luke Beaverson          | États-Unis         | Panthers de la Floride    | Gamblers de Green Bay (USHL)        |
| 284  | John Wikner             | Suède              | Sénateurs d'Ottawa        | Frolunda Jr. (Elitserien)           |
| 285  | Pierce Norton           | États-Unis         | Maple Leafs de Toronto    | Académie Thayer (Mass.)             |
| 286  | Triston Grant           | Canada             | Flyers de Philadelphie    | Giants de Vancouver (LHOu)          |
| 287  | Jannik Hansen           | Danemark           | Canucks de Vancouver      | Malmo Jr. (Elitserien)              |
| 288  | Brian Mahoney-Wilson    | États-Unis         | Sharks de San José        | Catholic Memorial H.S. (Mass.)      |
| 289  | Christian Jensen        | États-Unis         | Sharks de San José        | Titans Jr. du New Jersey (AYHL)     |
| 290  | Nils Backstrom          | Suède              | Red Wings de Détroit      | Stocksunds (Elitserien)             |
| 291  | John Carter             | États-Unis         | Flyers de Philadelphie    | Bulldogs de Brewster (NY)           |